# Lazar Ćirković
Lazar Ćirković (cirill betűkkel: Лазар Ћирковић; Niš, 1992. augusztus 22. –) szerb utánpótlás-válogatott labdarúgó, az indiai Chennaiyin játékosa.

## Pályafutása

### Klubcsapatokban
Ćirković a szerb FK Partizan és FK Rad akadémiáin nevelkedett, utóbbi csapatban a szerb élvonalban 2011. április 23-án mutatkozott be egy Spartak Subotica elleni mérkőzésen. Ćirković 2014 és 2018 között az FK Partizan labdarúgója volt - a klubbal két-két szerb bajnoki címet és kupát nyert, kétszer szerepelt az Európa-liga csoportkörében is. 2018 és 2020 között a svájci élvonalbeli Luzern, 2020-ban pedig az izraeli Makkabi Netánjá csapatánál futballozott. 2021-től két idényben a Kisvárda csapatában szerepelt. 2022-től a Budapest Honvéd FC játékosa volt. 2023. június 28-án bejelentették, hogy a klub felbontja a szerződését. A szerb védő 17 bajnokin lépett pályára a fővárosi labdarúgócsapat színeiben.

### A válogatottban
Többszörös szerb utánpótlás-válogatott, tagja volt a 2015-ös U21-es labdarúgó-Európa-bajnokságon szerepelt csapatnak.

## Sikerei, díjai
FK Partizan
- Szerb bajnok: 2014–15, 2016–17
- Szerb kupagyőztes: 2015–16, 2016–17

 Kisvárda
- Magyar labdarúgó-bajnokság ezüstérmes: 2021–22